# Bahnstrecke Bremen-Farge–Bremen-Vegesack
| VT 716 aus Richtung Farge bei der Einfahrt in den Bahnhof Klinikum Bremen-Nord |                                           |                                                                      |                                                                      |
| Streckenverlauf Bremen-Farge–Bremen-Vegesack |                                           |                                                                      |                                                                      |
| Streckennummer: | 9145                                      |                                                                      |                                                                      |
| Kursbuchstrecke (DB): | 127 (seit 2007), 215k (1956), 215a (1944) |                                                                      |                                                                      |
| Kursbuchstrecke: | 188a (1934) 215a (1946)                   |                                                                      |                                                                      |
| Streckenlänge: | 10,4 km                                   |                                                                      |                                                                      |
| Spurweite: | 1435 mm (Normalspur)                      |                                                                      |                                                                      |
| Stromsystem: | 15 kV, 16,7 Hz ~                          |                                                                      |                                                                      |
| Minimaler Radius: | 270 m                                     |                                                                      |                                                                      |
| Streckengeschwindigkeit: | 80 km/h                                   |                                                                      |                                                                      |
| Zugbeeinflussung: | PZB                                       |                                                                      |                                                                      |
| |                                           |                                                                      |                                                                      |
| Bundesländer: | Bremen, Niedersachsen                     |                                                                      |                                                                      |
| \| \| 10,4 \| Bremen-Farge \| Bremen-Farge \| \| \| \| vom Kraftwerk Farge, Nebenstrecke Marinebahn \| \| \| \| \| FVE (Gla) \| \| \| \| 9,6 \| von Wulsdorf (Niederweserbahn) / von der Lützow-Kaserne (Marinebahn) \| von Wulsdorf (Niederweserbahn) / von der Lützow-Kaserne (Marinebahn) \| \| \| \| Bremen-Farge Ost \| \| \| \| \| B 74n \| \| \| \| 8,5 \| vom Tanklager Farge \| vom Tanklager Farge \| \| \| 8,4 \| Neurönnebeck \| Neurönnebeck \| \| \| 7,8 \| Bremen-Turnerstraße \| Bremen-Turnerstraße \| \| \| 7,4 \| Rönnebeck \| Rönnebeck \| \| \| \| B 74 (Kreinsloger) \| \| \| \| 6,8 \| Bremen-Kreinsloger \| Bremen-Kreinsloger \| \| \| 6,3 \| Blumenthal Nordstraße \| Blumenthal Nordstraße \| \| \| 6,0 \| Bremen-Mühlenstraße \| Bremen-Mühlenstraße \| \| \| \| Blumenthaler Aue \| \| \| \| \| vom Car Terminal Egerland / ehem. von der BWK \| \| \| \| 5,1 \| Bremen-Blumenthal (ehem. Keilbf) \| Bremen-Blumenthal (ehem. Keilbf) \| \| \| \| A 270 \| \| \| \| \| Landesgrenze Bremen / Niedersachsen \| \| \| \| 4,2 \| Klinikum Bremen-Nord/Beckedorf (ehem. Keilbf) \| Klinikum Bremen-Nord/Beckedorf (ehem. Keilbf) \| \| \| \| zur Bremer Vulkan \| \| \| \| \| Landesgrenze Niedersachsen / Bremen \| \| \| \| 2,6 \| Bremen-Aumund \| Bremen-Aumund \| \| \| \| A 270 \| \| \| \| \| Schönebecker Aue \| \| \| \| 0,5 \| Infrastrukturgrenze FVE / DB InfraGO \| Infrastrukturgrenze FVE / DB InfraGO \| \| \| \| von Bremen-Burg \| \| \| \| 0,0 \| Bremen-Vegesack \| Bremen-Vegesack \| \| \| \| Vegesacker Hafen \| \| \| \| \| \| \| \| Quellen: [2][3] \| \| \| \| |                                           |                                                                      |                                                                      |
| Kopfbahnhof Streckenanfang | 10,4                                      | Bremen-Farge                                                         | Bremen-Farge                                                         |
| Abzweig geradeaus, von rechts und ehemals von links |                                           | vom Kraftwerk Farge, Nebenstrecke Marinebahn                         | vom Kraftwerk Farge, Nebenstrecke Marinebahn                         |
| Blockstelle |                                           | FVE (Gla)                                                            | FVE (Gla)                                                            |
| Abzweig geradeaus und ehemals von links | 9,6                                       | von Wulsdorf (Niederweserbahn) / von der Lützow-Kaserne (Marinebahn) | von Wulsdorf (Niederweserbahn) / von der Lützow-Kaserne (Marinebahn) |
| ehemaliger Bahnhof |                                           | Bremen-Farge Ost                                                     | Bremen-Farge Ost                                                     |
| Bahnübergang |                                           | B 74n                                                                | B 74n                                                                |
| Abzweig geradeaus und ehemals von links | 8,5                                       | vom Tanklager Farge                                                  | vom Tanklager Farge                                                  |
| ehemaliger Haltepunkt / Haltestelle | 8,4                                       | Neurönnebeck                                                         | Neurönnebeck                                                         |
| Bahnhof | 7,8                                       | Bremen-Turnerstraße                                                  | Bremen-Turnerstraße                                                  |
| ehemaliger Bahnhof | 7,4                                       | Rönnebeck                                                            | Rönnebeck                                                            |
| Bahnübergang |                                           | B 74 (Kreinsloger)                                                   | B 74 (Kreinsloger)                                                   |
| Haltepunkt / Haltestelle | 6,8                                       | Bremen-Kreinsloger                                                   | Bremen-Kreinsloger                                                   |
| ehemaliger Haltepunkt / Haltestelle | 6,3                                       | Blumenthal Nordstraße                                                | Blumenthal Nordstraße                                                |
| Haltepunkt / Haltestelle | 6,0                                       | Bremen-Mühlenstraße                                                  | Bremen-Mühlenstraße                                                  |
| Brücke über Wasserlauf |                                           | Blumenthaler Aue                                                     | Blumenthaler Aue                                                     |
| Abzweig geradeaus und von rechts |                                           | vom Car Terminal Egerland / ehem. von der BWK                        | vom Car Terminal Egerland / ehem. von der BWK                        |
| Bahnhof | 5,1                                       | Bremen-Blumenthal (ehem. Keilbf)                                     | Bremen-Blumenthal (ehem. Keilbf)                                     |
| Strecke mit Straßenbrücke |                                           | A 270                                                                | A 270                                                                |
| Grenze |                                           | Landesgrenze Bremen / Niedersachsen                                  | Landesgrenze Bremen / Niedersachsen                                  |
| Bahnhof | 4,2                                       | Klinikum Bremen-Nord/Beckedorf (ehem. Keilbf)                        | Klinikum Bremen-Nord/Beckedorf (ehem. Keilbf)                        |
| Abzweig geradeaus und ehemals nach rechts |                                           | zur Bremer Vulkan                                                    | zur Bremer Vulkan                                                    |
| Grenze |                                           | Landesgrenze Niedersachsen / Bremen                                  | Landesgrenze Niedersachsen / Bremen                                  |
| Bahnhof | 2,6                                       | Bremen-Aumund                                                        | Bremen-Aumund                                                        |
| Strecke mit Straßenbrücke |                                           | A 270                                                                | A 270                                                                |
| Brücke über Wasserlauf |                                           | Schönebecker Aue                                                     | Schönebecker Aue                                                     |
| Wechsel des Eisenbahninfrastrukturunternehmens | 0,5                                       | Infrastrukturgrenze FVE / DB InfraGO                                 | Infrastrukturgrenze FVE / DB InfraGO                                 |
| Abzweig geradeaus und von links |                                           | von Bremen-Burg                                                      | von Bremen-Burg                                                      |
| Kopfbahnhof Strecke ab hier außer Betrieb | 0,0                                       | Bremen-Vegesack                                                      | Bremen-Vegesack                                                      |
| Betriebs-/Güterbahnhof Streckenende (Strecke außer Betrieb) |                                           | Vegesacker Hafen                                                     | Vegesacker Hafen                                                     |
| |                                           |                                                                      |                                                                      |
| Quellen: |                                           |                                                                      |                                                                      |

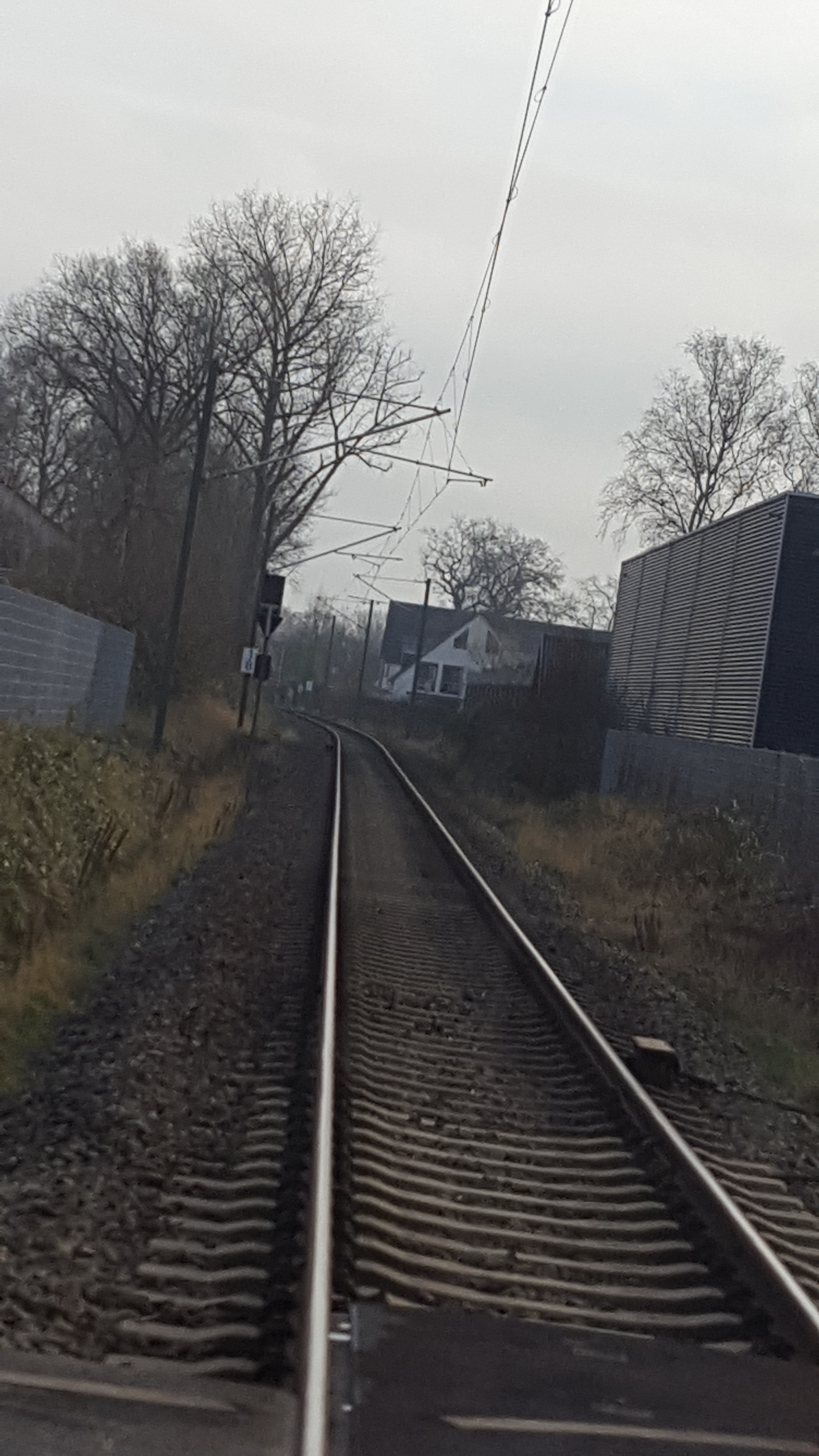
Bahnübergang Aumunder Feldstraße, Blick Richtung Vegesack

Die Bahnstrecke Bremen-Farge–Bremen-Vegesack ist eine Eisenbahnstrecke in Bremen-Nord. Im Bereich des Bahnhofs Klinikum Bremen-Nord/Beckedorf führt die Strecke für ca. 400 m durch Niedersachsen.
Die 10,44 km lange normalspurige und eingleisige Nebenbahn wurde am 31. Dezember 1888 von der Farge-Vegesacker Eisenbahn (FVE) eröffnet.

## Betrieb
Der Personenverkehr war von Anfang an stark, aber wegen der günstigen Tarife für Berufspendler nicht gewinnbringend.
Die anfänglichen drei Zugpaare reichten nicht aus. Bis 1928 stieg die Zahl der Fahrgäste auf 800.000 an. Die Weltwirtschaftskrise brachte zwar erhebliche Einbußen, der Aufbau der Rüstungsindustrie ließ die Zahlen aber schnell wieder steigen. Auch nach dem Zweiten Weltkrieg waren die Zahlen hoch, 1948 bei mehr als 1,5 Millionen Fahrgästen, mit der Währungsreform normalisierten sich die Zahlen aber wieder.
Von 1951 bis 1958 gab es nach Bremen Hauptbahnhof durchgehenden Personenverkehr. Einen Teil der Züge fuhr die FVE, den anderen Teil die Deutsche Bundesbahn (DB). Die FVE fuhr überwiegend mit den 1951 beschafften Esslinger Triebwagen. 1954 gab es werktags 17 Zugpaare. Dennoch war der Verkehr nicht rentabel, da die Bremer Straßenbahn Parallelverkehr mit Bussen und Straßenbahnen zu günstigeren Tarifen anbot.
So wurde der Personenverkehr 1958 faktisch eingestellt, zwei Zugpaare in Tagesrandlage verblieben, bevor sie, nach Entbindung von der Betriebspflicht am 1. November 1961, auch eingestellt wurden.
Am 16. Dezember 2007 wurde im Zuge der Vorbereitungen für die Regio-S-Bahn Bremen/Niedersachsen der öffentliche Personennahverkehr mit Dieseltriebwagen aufgenommen. Diese Fahrzeuge der NordWestBahn pendelten zwischen Bremen-Farge und Bremen-Vegesack. Von Ende 2010 bis Ende 2011 wurde die Strecke elektrifiziert. Seit Mitte Dezember 2011 wird sie im Rahmen der Regio-S-Bahn mit modernen Elektrotriebzügen bedient. Seit März 2015 werden nach dem Einbau einer Beifahranlage im Kopfbahnhof Bahnhof Vegesack alle S-Bahn-Fahrten von Farge zum Hauptbahnhof durchgebunden. Dies war schon zu Beginn des elektrischen Betriebs auf der Relation Farge – Vegesack vorgesehen, stieß jedoch auf unerwartete technisch-organisatorische Schwierigkeiten, sodass lange nur außerhalb der Hauptverkehrszeit eine umsteigefreie Verbindung angeboten werden konnte.
Der Güterverkehr war bedeutender und in der Vergangenheit immer wichtiger als der Personenverkehr, vor allem durch einige Anschlussgleise, unter anderem zur Bremer Woll-Kämmerei, zum Bremer Vulkan, die jeweils ausgedehnte Werksbahnnetze hatten, zum VTG-Gelände und zum Kohlekraftwerk Farge. Bereits ab 1938 wurden von Farge ausgehend große Geländeteile für militärische Zwecke erschlossen, unter anderem große Öllager und für den Bau des U-Boot-Bunkers Valentin. Dies brachte erhebliche Verkehrszuwächse. Nach 1945 wurden diese Gebiete durch die amerikanische Armee und später auch die Bundeswehr genutzt, auch sie waren wichtige Kunden der FVE. Zwischen 1946 und 1949 wurden jährlich etwa eine Million Tonnen befördert, ähnlichen Umfang gab es auch Anfang der 1980er Jahre (1981: 832.701 t). Durch den Wegfall von Großkunden, z. B. dem Bremer Vulkan, und der überwiegenden Verlagerung auf die Straße hat der Güterverkehr auf der Strecke erheblich abgenommen. Er wird heute von der Captrain Deutschland betrieben (bis 2015: TWE Bahnbetriebs GmbH (TWE BB)). Die FVE ist nur noch ein Eisenbahninfrastrukturunternehmen.

## Fahrzeuge

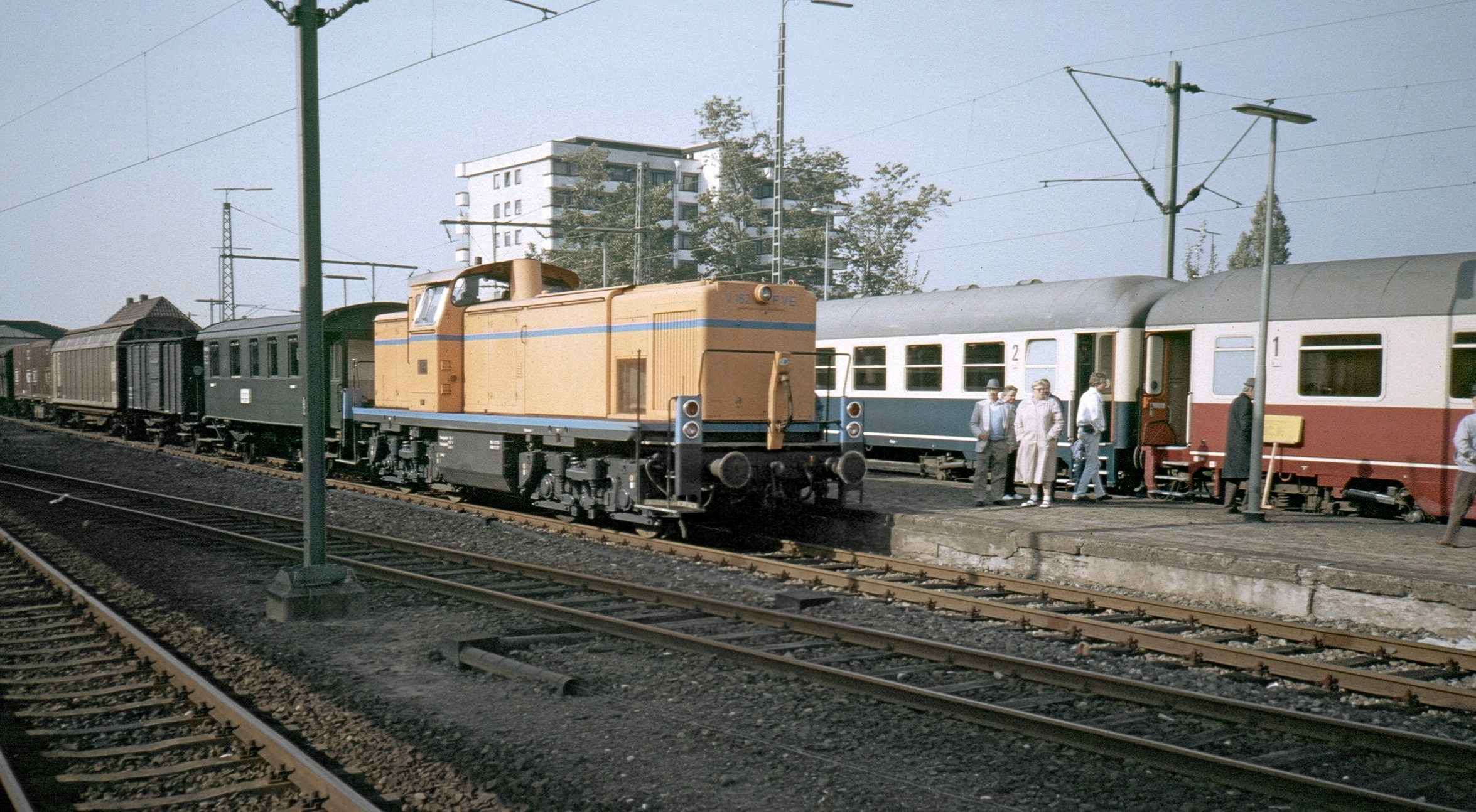
MaK G 1600 BB im Bahnhof Vegesack, 1987

Unter der Betriebsführung der Preußischen Staatseisenbahn wurden die ersten beiden T3-Dampflokomotiven eingesetzt. Ersatzloks wurden ebenfalls von der Staatsbahn gestellt. Nach 1900 wurden weitere Loks beschafft, unter anderem eine preußische T4.1 und später zwei Preußische T 14.
Als 1928 die Allgemeine Deutsche Eisenbahn-Betriebs-GmbH (ADEG) die Betriebsführung übernahm, wurden die noch vorhandenen Lokomotiven verkauft und vier neue Lokomotiven vom ELNA-Typ eingesetzt. Bei Bedarf wurden andere ADEG-Lokomotiven eingesetzt. Nach dem Krieg wurden zunächst zwei Dampflokomotiven ELNA Typ 6 (Bauart Dh2t: vier angetriebene Achsen, Heißdampf, Tenderlokomotive) eingesetzt, die 1946 aus noch vorhandenen Teilen bei Henschel & Sohn gebaut wurden und bis 1963 in Betrieb waren.
Die Dieseltraktion hielt zunächst mit Leihlokomotiven des Typs V 36 und V 20 Einzug. 1958 wurden auch eine eigene Lok des Typs MaK 1000 D erworben, 1982 getauscht gegen eine MaK 600 D. 1971 kamen zwei MaK G 1600 BB. Die letzte Lok der FVE war eine gebraucht erworbene MaK G 500 C, sie wurde 2004 mit Einstellung der eigenen Bedienung der Strecke an die TWE abgegeben.
Für den Personenverkehr wurden 1951 zwei Esslinger Triebwagen und ein dazugehöriger Beiwagen beschafft, die nach Einstellung des Personenverkehrs an die TWE abgegeben wurden.
Von 2007 bis 2011 verkehrten im Personenverkehr Talent-Triebwagen der NordWestBahn. Seit 11. Dezember 2011 kommen im Rahmen der Einbindung der Strecke in die Regio-S-Bahn Bremen/Niedersachsen Fahrzeuge des Typs Alstom Coradia Continental zum Einsatz.

## Bahnhöfe

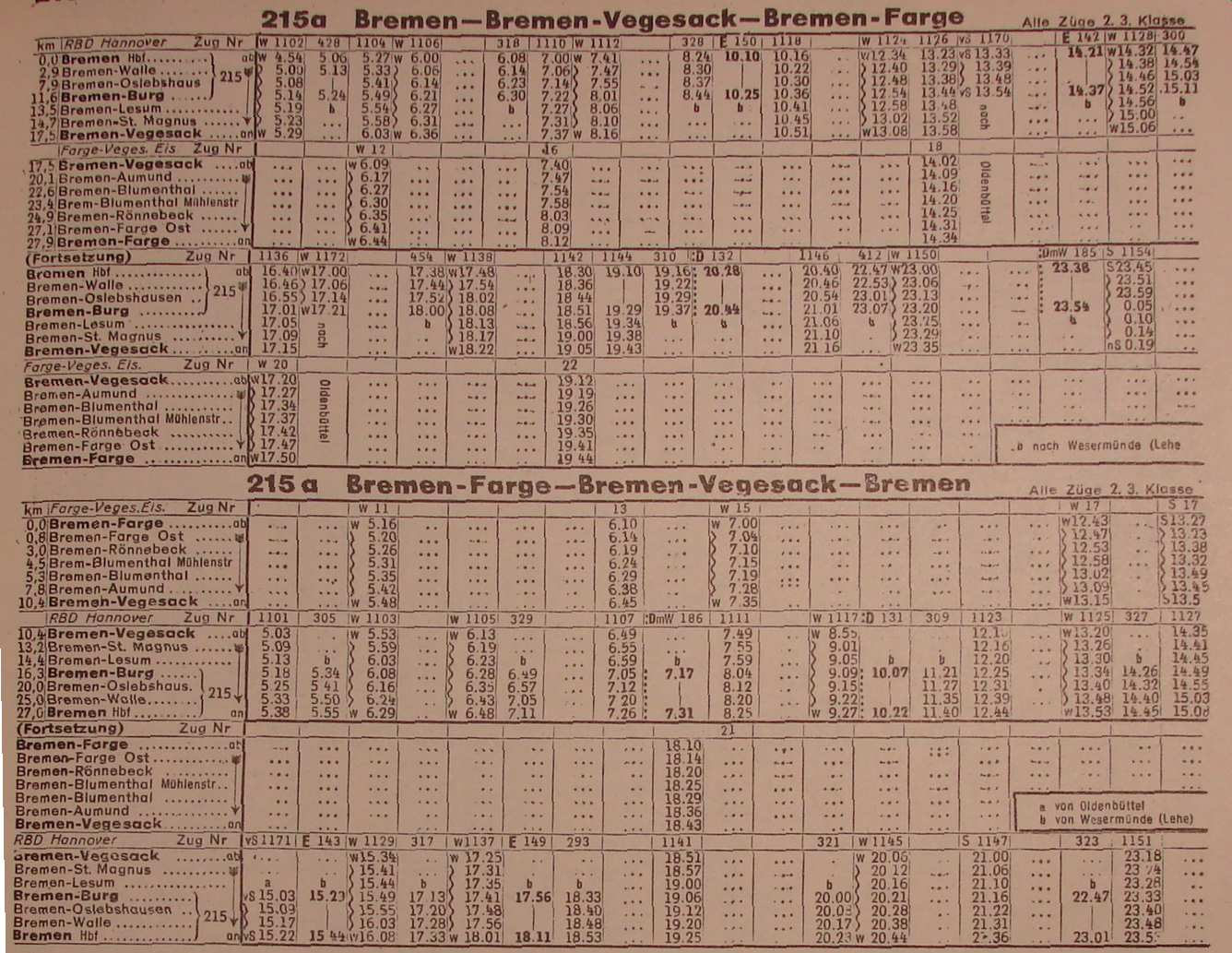
Fahrplan 1944

Die Stationen der FVE änderten im Laufe der Zeit ihre Namen. Die folgende Tabelle gibt einen Überblick über die Haltepunkte.
| km   | Name 1914         | Name 1950                                             | Name 2007                      |
| ---- | ----------------- | ----------------------------------------------------- | ------------------------------ |
| 10,4 | Farge             | Bremen-Farge                                          | Bremen-Farge                   |
| 9,6  | Farge Kleinbf     | Bremen-Farge Ost                                      | –                              |
| 8,4  | –                 | Neurönnebeck (Haltepunkt seit 1952)                   | –                              |
| 7,8  | –                 | –                                                     | Bremen Turnerstraße            |
| 7,4  | Rönnebeck         | Bremen-Rönnebeck                                      | –                              |
| 6,8  | –                 | –                                                     | Bremen Kreinsloger             |
| 6,4  | –                 | Bremen-Blumenthal Nordstraße (Haltepunkt seit 1944)   | –                              |
| 6,0  | –                 | Bremen-Blumenthal Mühlenstraße (Haltepunkt seit 1928) | Bremen Mühlenstraße            |
| 5,1  | Blumenthal (Hann) | Bremen-Blumenthal                                     | Bremen-Blumenthal              |
| 4,2  | Aumund-Vulkan     | Aumund-Vulkan (Bedarfshaltepunkt, seit 1903)          | Klinikum Bremen-Nord/Beckedorf |
| 2,6  | Hammersbeck       | Bremen-Aumund (seit 1938)                             | Bremen-Aumund                  |
| 0,0  | Grohn-Vegesack    | Bremen-Vegesack                                       | Bremen-Vegesack                |